# Catuense Futebol
Der Catuense Futebol S/A ist ein Fußballverein aus Catu im brasilianischen Bundesstaat Bahia.

## Geschichte
Catuense wurde am 1. Januar 1974 unter der Leitung von Antonio Pena, einem ehemaligen Bürgermeister von Catu, von einer Gruppe von Geschäftsleuten und Mitarbeitern der Catuense Transportes Rodoviários als Associação Esportiva Catuense, oder Desportiva gegründet.
1980 erhielt der Klub die Einladung vom regionalen Verband, dem Federação Bahiana de Futebol (FBF) zur Teilnahme an der Staatsmeisterschaft von Bahia ab 1981. Am 19. April 1981 gab Catuense sein Profidebüt beim Fluminense de Feira FC. Die Premiere endete in einem 2:2–Unentschieden. Der Klub konnte die Spielklasse bis 1998 halten. Danach folgten diverse Auf- und Abstiege. Zeitweise zog man sich gänzlich aus dem Wettbewerb zurück. 2001 erfolgte die Umbenennung von der AE (AD) Catuense in den heutigen Namen. Im selben Jahr gewann der Klub die Taça Estado da Bahia, eine Version des Staatspokals von Bahia. Seit Beendigung der Staatsmeisterschaft 2016 in der Segunda Divisão, deren zweiten Liga, nimmt der Klub nicht mehr am Spielbetrieb teil, sondern nur noch in deren Nachwuchswettbewerben.
In den Zeiten zuvor qualifizierte sich der Catuense über gute Platzierungen in den regionalen Turnieren zur Teilnahme an nationalen Wettbewerben. So wurde man 1983 Vizemeister in der Staatsmeisterschaft und durfte daraufhin an der obersten Spielklasse Brasiliens im Folgejahr teilnehmen. Beim Copa Brasil 1984 trat der Klub dann in der Gruppe D an. Gegen seine vier Gegner gelangen Catuense in seinen acht Spielen nur zwei Unentschieden bei 4:16 Toren. Im Gesamtklassement bedeutete dieses Platz 40 bei 41 Teilnehmern.
Am nationalen Pokal, dem Copa do Brasil erfolgte eine Teilnahme. Wieder als Vizemeister des Vorjahres trat Catuense beim Copa do Brasil 2004 in der ersten Runde gegen Atlético Mineiro an. Nach dem 4:2–Achtungserfolg zuhause im Hinspiel, unterlag der Klub im Rückspiel mit 1:5.

## Teilnahme an Fußballwettbewerben
| Wettbewerb                          | Teilnahmen                               |
| ----------------------------------- | ---------------------------------------- |
| Série A                             | 02× – 1984, 1986                         |
| Copa do Brasil                      | 01× – 2004                               |
| Série B                             | 06× – 1982, 1985, 1988, 1989, 1990, 1991 |
| Série C                             | 09× – 1992, 1994–1998, 2001, 2003–2004   |
| Staatsmeisterschaft                 | 26× – 1981–1998, 2002–2007, 2014–2015    |
| Staatsmeisterschaft Segunda Divisão | 06× – 1999–2001, 2010, 2013, 2016        |
| Taça Estado da Bahia                | 05× – 1999, 2001, 2002, 2004, 2005       |
| Copa Governador do Estado da Bahia  | 02× – 2013, 2014                         |

## Erfolge
- Staatsmeisterschaft von Bahia – Vizemeister: 1983, 1986, 1987, 2003
- Staatspokal von Bahia: 2001